# Ovidiu Herea

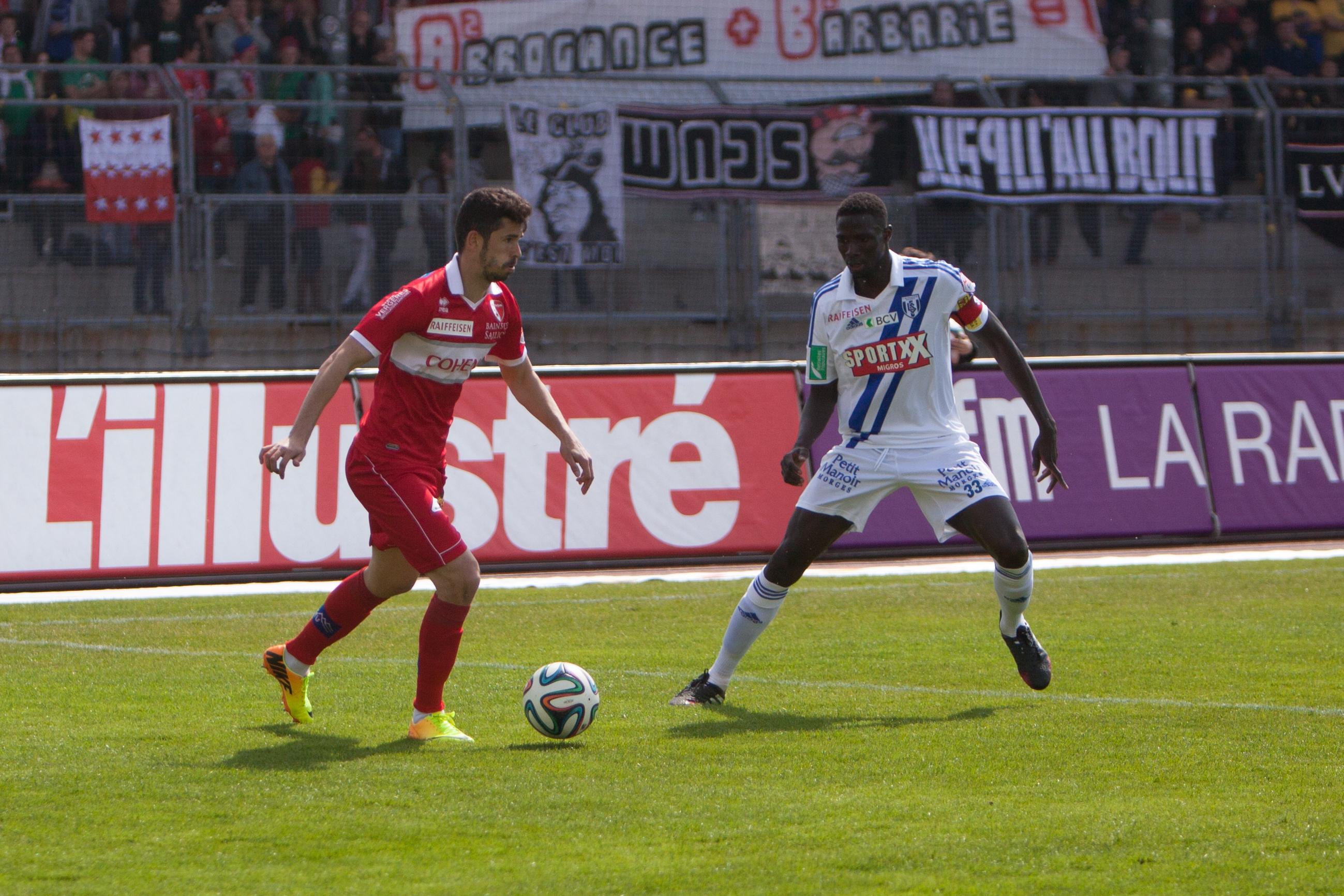
Herea în 2014

Nicolae Ovidiu Herea (n. 26 martie 1985, București, România) este un fotbalist român liber de contract, care joacă pe post de mijlocaș. Pe plan internațional, are prezențe la națională pentru România Sub-21 și România. A debutat pentru reprezentativa României în 3 septembrie 2010, într-un meci contra Albaniei.
Finalist al Cupei României cu FC Național București (2006).